# 켄워스 W900
켄워스 W900(영어: Kenworth W900)은 미국의 켄워스 사가 생산하는 대형 트럭이다. 1961년에 최초 출시 이후 켄워스 사에서 생산된 트럭 중에서 최장 기간 동안 생산이 되었다. 이와는 별도로 켄워스 T600, 켄워스 T660, 켄워스 T800 모델이 있는데 모두 이 모델을 베이스로 생산된 트럭이다.

## 옵션
- 스튜디오 슬리퍼 (86인치)
- 에어로캡 피아트탑 (72인치)
- 에어로캡 피아트탑 (62인치)
- 피아트탑 슬리퍼 (48인치)
- 에어로캡 피아트탑 슬리퍼 (38인치)